# Drall (Welle)
Drall ist die Oberflächeneigenschaft einer rotierenden Welle, die für die Dichtheit des Wellendichtrings entscheidend ist. Drall ist eine Form von Rauheit.
Eine sehr ausgeprägte Drallstruktur ist mit einem Gewinde vergleichbar. Da die Welle in einem Schmiermittel läuft, wirkt eine Welle mit Drall wie eine Schneckenpumpe, die das Schmiermittel durch die Dichtung transportiert. Als Folge wird die Dichtung je nach Drehrichtung entweder undicht oder sie läuft trocken. Idealerweise sind Bauteile daher zumindest im Bereich des Wellendichtrings drallfrei.

## Begriffe

1-gängiges Gewinde

2-gängiges Gewinde

Im Detail unterscheidet man Makro- und Mikrodrall: Makrodrall besitzt eine erkennbar gerichtete Struktur, die die Oberflächenrauheit dominiert, während bei Mikrodrall diese schmiermittelfördernde Struktur in der Oberflächenrauheit verschwindet. Die im Folgenden vorgestellten Begriffe sind daher nur auf Makrodrall anwendbar. Sie werden unter anderem in der ISO 25178-3 zur Beschreibung des Dralls einer Welle verwendet:
DrallperiodeDie Periodenlänge des Dralls in axialer Richtung.
GängigkeitDie Anzahl der Perioden, die sich der Drall bei einer Wellenumdrehung entlang der Achse verschiebt oder auch die Anzahl der Perioden, die man mit einem feststehenden Sensor bei einer Umdrehung der Welle erfasst. Ein normales Gewinde hat eine Gängigkeit von 1, typische Gängigkeiten von Wellen liegen bei einigen 10 bis 50.
NulldrallEin Drall ohne Steigung. Nicht zu verwechseln mit Drallfreiheit. Die Welle hat dabei eine ausgeprägte Struktur, die aber bei einer Umdrehung in sich selbst übergeht. Bei idealer Führung im Wellendichtring wäre eine Welle mit Nulldrall dicht. Wegen der unvermeidlichen Toleranzen und da ein perfekter Nulldrall in der Realität selten auftritt, ist das leider nicht der Fall. Man versucht daher den Nulldrall genauso wie Drall höherer Gängigkeit zu vermeiden.
DrallfreiheitDie Welle hat keine nennenswerten periodischen Strukturen, die bei Rotation Schmiermittel transportieren könnten. Das ist der gewünschte Idealzustand. Drallfreiheit ist jedoch keine hinreichende Bedingung für die Dichtheit.
DrallwinkelDer Winkel, den der Drall zu Rotationsachse der Welle bildet. Beim Nulldrall beträgt der Drallwinkel 0°.
DralltiefeDie Tiefe der periodischen Strukturen, die den Drall verursachen.
FörderquerschnittDer Förderquerschnitt ist das theoretische Schmierstoffvolumen, das die Welle bei einer Umdrehung fördern würde, wäre sie in einen perfekten Dichtring eingepasst.

## Drallprüfung und Drallmessung
Die Drallprüfung (engl. Shaft Twist Test; abbr. STT) stellt die An- oder Abwesenheit von Drallstrukturen fest, ohne eine quantitative Aussage zu treffen. Sie erfolgt im einfachsten Falle mit der Fadenmethode. Dabei wird ein leicht geölter Faden um die Welle geschlungen, so dass er einen Umschlingungswinkel von etwa 220° hat. Die Schlaufe wird mit einem definierten Gewicht beschwert. Anschließend wird die Welle auf eine vorgegebene Drehzahl beschleunigt. Wandert die Fadenschlaufe nach rechts oder links weg, so ist die Welle nicht drallfrei. Wesentlicher Nachteil der Methode ist jedoch, dass bei sehr kleinen bzw. sehr großen Drallstrukturen das Verfahren nachweisbar versagt.
Eine Alternative zur Fadenmethode bieten Drallprüfer basierend auf dem Streulichtverfahren. Der Prüfer erkennt hierbei sofort das Vorhandensein von Drallstrukturen auf der Oberfläche des gefertigten Bauteils.
Die quantitative Drallmessung erfolgt unter anderem mit taktilen oder optischen Profilometern, deren Profildaten mit komplexen mathematischen Verfahren beurteilt werden.